# Scytalopus magellanicus
Scytalopus magellanicus là một loài chim trong họ Rhinocryptidae.